# Сер Річард Пепіс

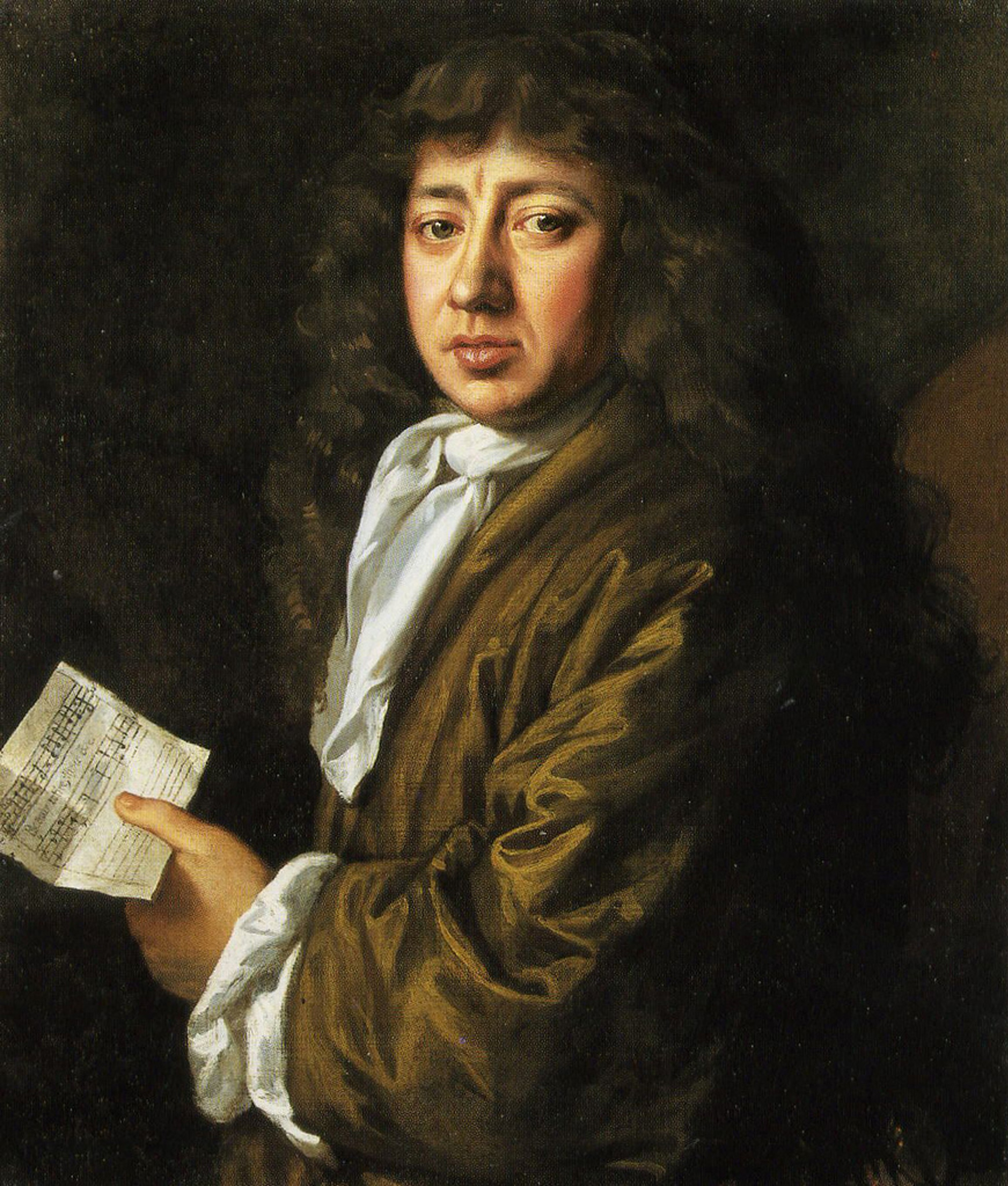
Семюель Пепіс (1633 – 1703) – письменник, племінник сера Річарда Пепіса.

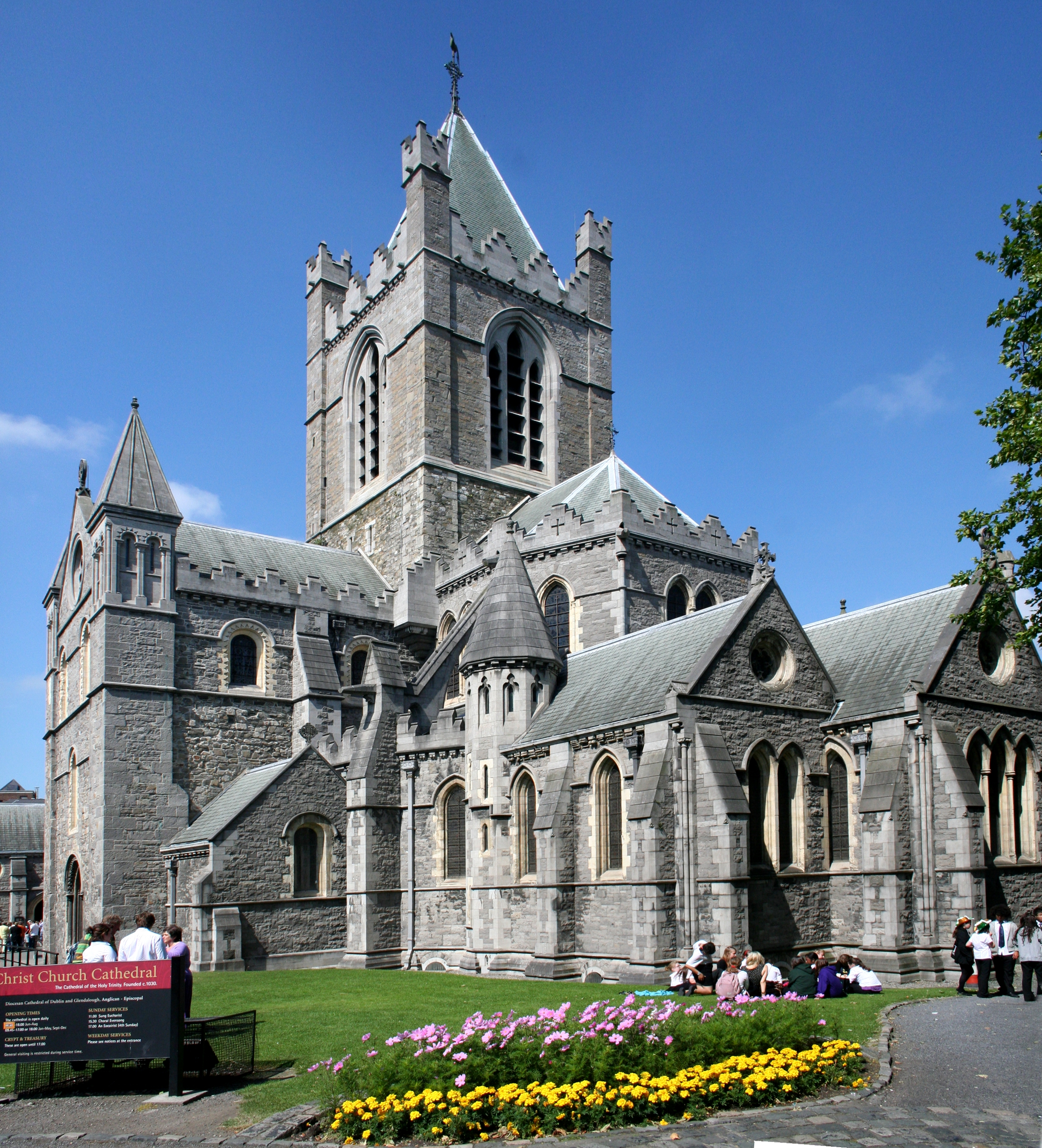
Собор Крайст-Черч у Дубліні.

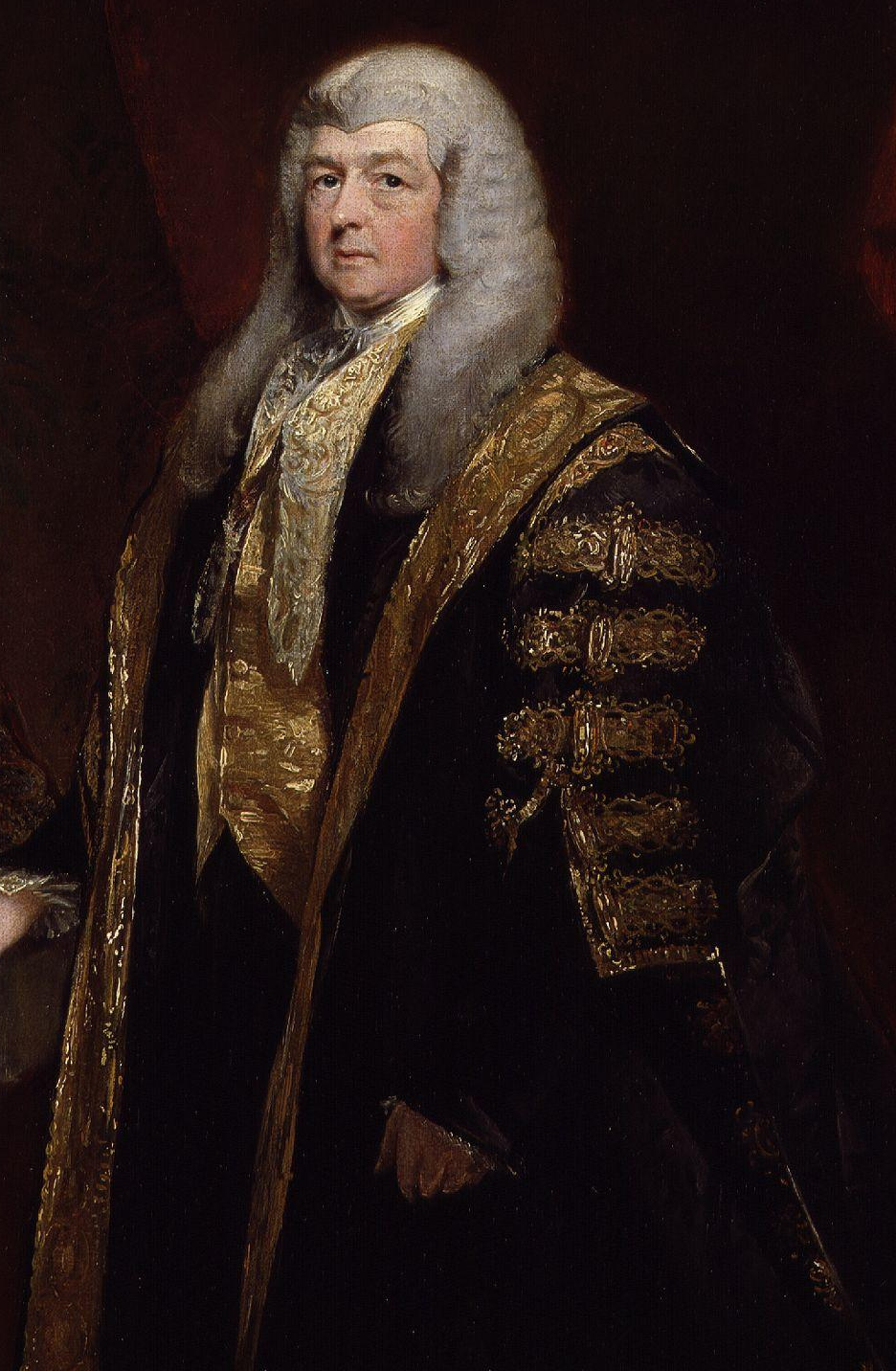
Чарльз Пепіс (1781 – 1851) – І граф Коттенгем.

Сер Річард Пепіс (2 липня 1589 — 2 січня 1659) — англійський та ірландський юрист, політик, депутат парламенту, головний комісар в Ірландії, уповноважений охоронець Великої Державної Печатки Ірландії в 1655 – 1656 роках, головний лорд-суддя Ірландії. Був депутатом Палати громад парламенту Англії в 1640 році. 

## Життєпис

### Походження та ранні роки
Річард Пепіс був двоюрідним дядьком Семюеля Пепіса, письменника. Річард Пепіс народився в Банстеді, графство Ессекс, Англія. Він був сином Джона Пепіса з Коттенгема, графство Кембриджшир та його дружини Елізабет Бендіш, доньки Джона Бендіша з Боус-Холла, графство Ессекс, Англія. Він вступив до юридичної школи «Міддл Темпл» у 1609 році та почав роботу адвокатом у 1617 році. Він отримав ступінь читача юридичних справ у королівському суді Англії у 1636 році та служив на цій посаді до 1640 року. 

### Кар’єра
У квітні 1640 року Річард Пепіс був обраний депутатом парламенту від Садбері в так званому «Короткому парламенті» Англії. Він брав активну участь у місцевому уряді, відвідуючи засідання комітету графства Саффолк між 1642 і 1648 роками. Він виконував обов'язки скарбника юридичної школи «Мідл Темпл» в 1648 році. Він був призначений бароном казначейства 30 травня 1654 року і одночасно отримав посаду сержанта. Він був призначений головним суддею Ірландії в 1654 році і був на цій посаді між 22 серпня і 3 листопада. Час від часу він брав участь у роботі суду разом з Майлзом Корбетом. Отримав посаду голови голови Верховної судової лави та посаду комісара Великої Державної Печатки Ірландії в 1655 році. На початку 1657 року він служив у Ольстері. У 1658 році він подарував книги юридичній школі «Іннер Темпл». 

### Смерть
Річард Пепіс раптово помер у 1659 році й був похований у соборі Крайст-Черч у Дубліні.

## Родина
У 1620 році Річард Пепіс вперше одружився з Джудіт Катт – донькою сера Вільяма Катта з Аркесдена. Вдруге він одружився з Мері Госнольд, дочкою Бартоломе Госнольда, що разом зі своєю дружиною Мері Голдінг відіграв важливу роль у створенні колонії Вірджинія в Америці. Він мав трьох синів і трьох дочок і був предком графа Коттенгема. З «Щоденника Семюеля Пепіса» відомо, що видатний письменник і автор щоденників, двоюрідний брат Річарда Пепіса був у дружніх стосунках принаймні з одним із його синів, якого також звали Семюель, і двома його доньками, Елізабет Струдвік і Джудіт Скотт, що померла у 1664 році. Семюель Пепіс сумував через смерть Джудіт, «хорошої жінки», тим більше, що, як і багато інших людей з родини Пепіс, вона була бездітною: «це сумно, як Пепіси занепадають».